# Ballon (gas)

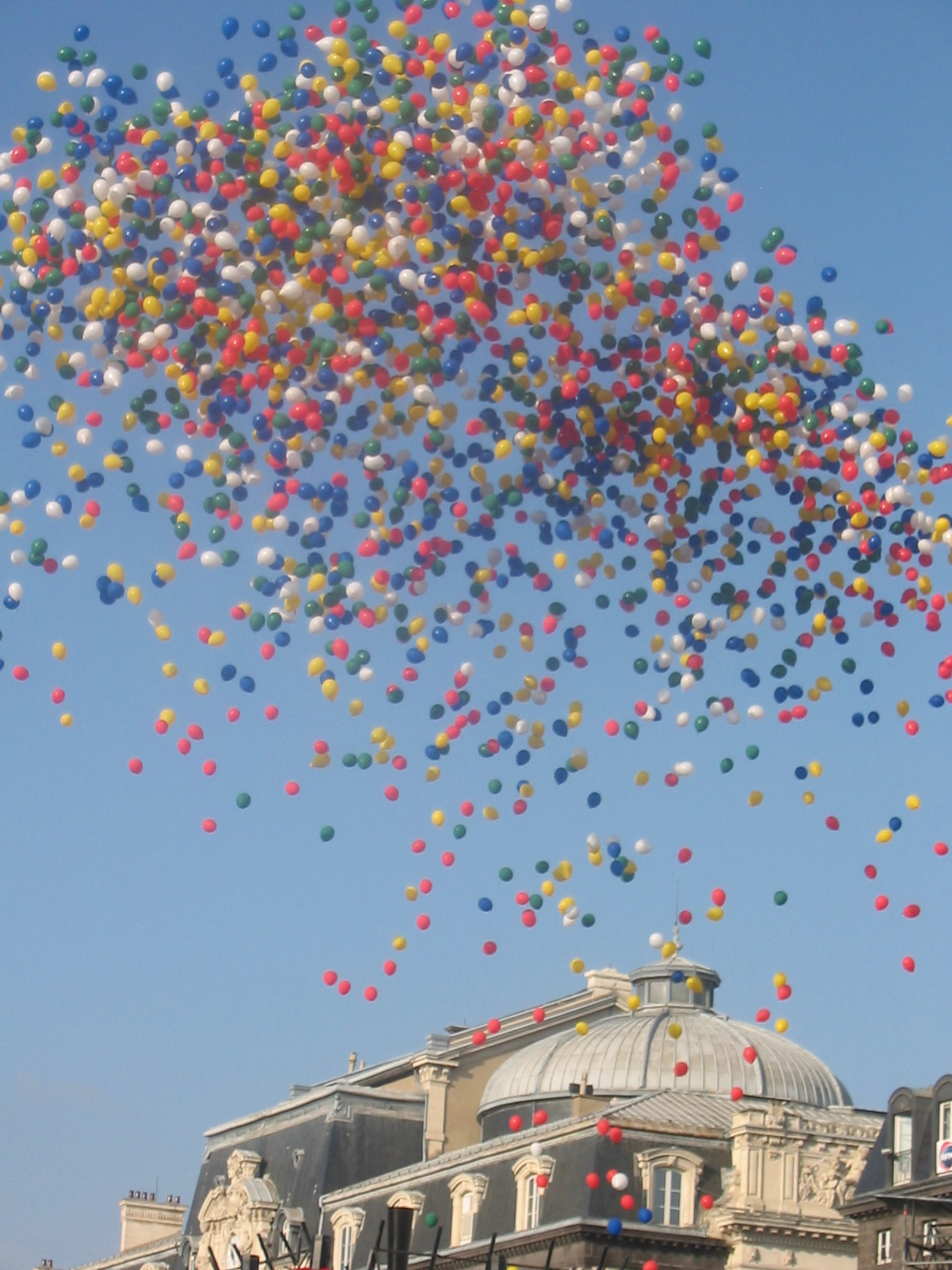
Een festiviteit in Clermont-Ferrand

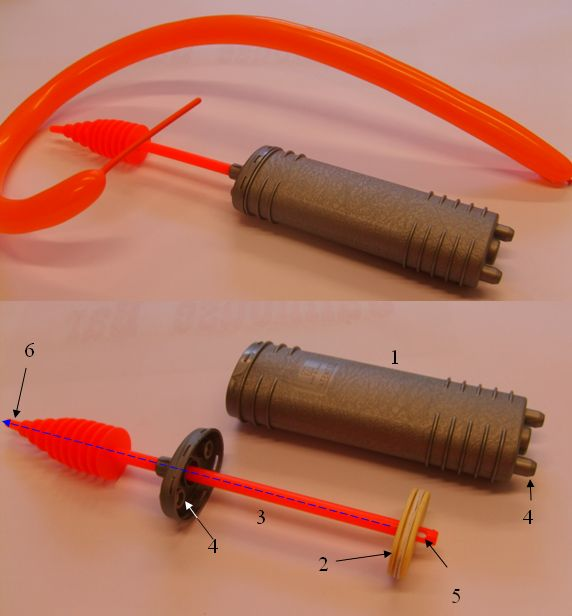
Ballonpompje
1. houder ("cilinder")
2. zuiger
3. zuigerstang
4. inlaatklepjes
5. uitlaatklepje
6. handvat en uitlaatstuk voor de ballon

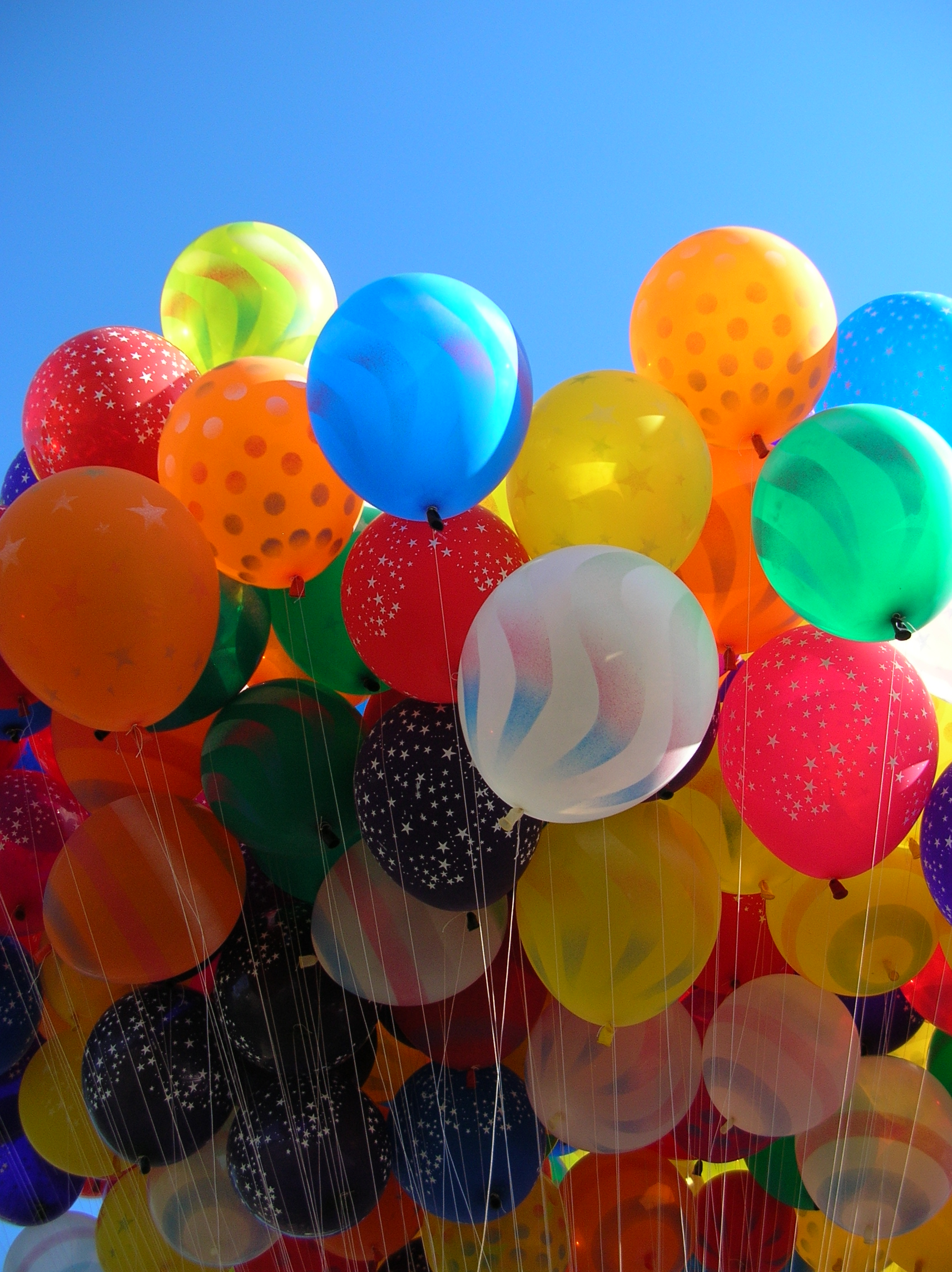
Met gas gevulde ballonnen

Een ballon (Frans: ballon = bal) is een met een gas of water gevulde huls. Er  zijn verschillende soorten ballonnen. Er zijn zeer grote ballonnen die als vervoers- of transportmiddel dienen, zoals de heteluchtballon en de weerballon. Ook zijn er ballonnen voor specifieke technische en medische toepassingen. Dit artikel gaat over de kleine ballon die als speelgoed en versiersel wordt gebruikt.
Deze ballonnen zijn gemaakt van rubber en kunnen met de mond worden opgeblazen. Ze worden veel op (kinder-)feestjes gebruikt als versiering. Ook zijn er variété-artiesten die er allerlei figuren mee maken (ballonmodelleren).

## Luchtpomp
Voor het oppompen van ballonnen zijn handpompjes in de handel. Zie een voorbeeld van een dergelijk pompje in de illustratie. Bij dit ontwerp schuift de zuiger over de uitlaatopening heen en weer (5), het aldus openend en sluitend. Er zijn ook elektrische pompen waarmee ballonnen met een druk op een knop in een keer kunnen worden opgeblazen. Dit is ideaal als er heel veel ballonnen moeten worden opgeblazen. 

## Gasvulling
Sommige ballonnen zijn gevuld met een gas dat lichter is dan lucht, bijvoorbeeld helium, zodat ze vanzelf opstijgen.
Vroeger werden ballonnen wel gevuld met waterstof, of met gas dat thuis uit de gaskraan kwam. Vanwege het brandgevaar is inmiddels alleen helium toegestaan, dat is weliswaar veel duurder maar onbrandbaar. De druk op de gasleiding thuis is trouwens onvoldoende om een ballon te vullen.
Met gas gevulde ballonnen kunnen afhankelijk van de omstandigheden een aantal uren blijven zweven. Er zijn ook zogenoemde folieballonnen, die gevuld met helium meerdere dagen in de lucht kunnen blijven.

## Wedstrijden
Ballonnen kunnen gebruikt worden voor ballonwedstrijden. Aan de ballon wordt dan een koord met een kaartje geknoopt met het adres van de eigenaar. De vinder wordt verzocht dit terug te sturen met de vermelding waar de ballon werd gevonden. De persoon van wie de ballon het verst komt, heeft gewonnen. Deze winnaar krijgt persoonlijk bericht en wordt algemeen bekendgemaakt met een bericht dat een aantal dagen later verschijnt in een lokale krant. Dergelijke wedstrijden worden vaak gehouden tijdens evenementen of braderieën. Echter zijn zulke wedstrijden steeds meer omstreden vanwege de vervuiling van het milieu.

## Milieu
Ballonwedstrijden vormen een belasting voor het milieu. Naar schatting bereikt 90% tot 95% van de opgelaten ballonnen 8 km hoogte. Daar spatten ze uit elkaar en uiteindelijk komen alle ballonnetjes weer op aarde of in zee. Latexballonnen verteren in de zee pas na ongeveer vier jaar. Ondertussen worden zij door dieren als voedsel gezien met wellicht de dood tot gevolg. De ballonflarden, linten en plastic sluiters spoelen vaak aan op het strand waar dieren er ook in verstrikt kunnen raken. Uit onderzoek van de universiteit van Tasmanië blijkt dat zeevogels die één stuk plastic binnen krijgen een kans van 20% hebben om te sterven, waarbij het zachte plastics (zoals ballonnen) maar 5% deel was van het afval dat was ingeslikt, maar wel verantwoordelijk was voor 40 procent van de sterfte onder zeevogels.
In 2018 steeg het percentage Nederlandse gemeenten met een verbod op het oplaten van ballonnen van 5 naar 17 procent.

## Geschiedenis
De luchtballon van rubber is in 1824 uitgevonden door de bekende onderzoeker en uitvinder Michael Faraday. Hij gebruikte hem voor experimenten met waterstofgas.